# Thomas Knorr

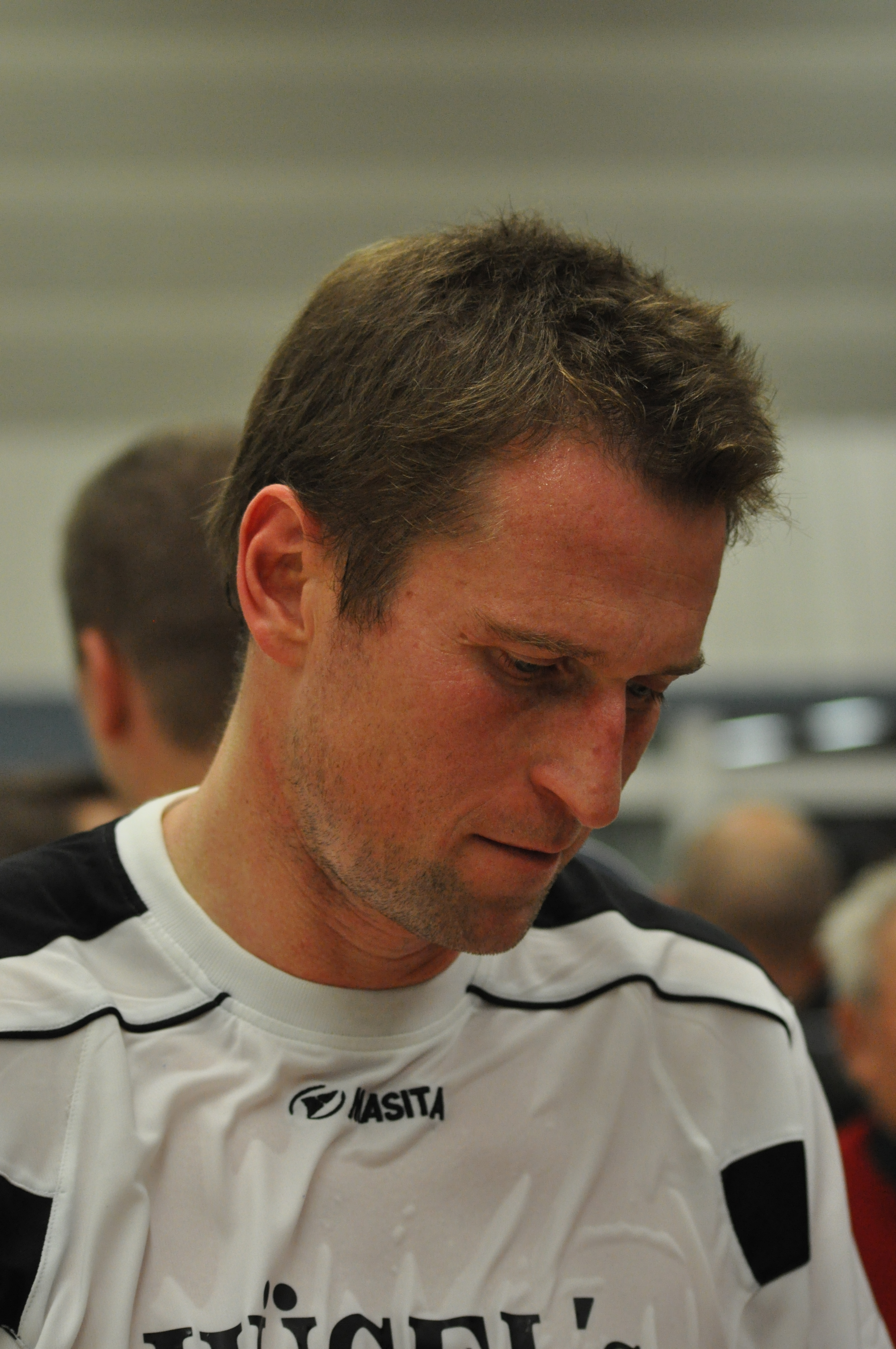
Thomas Knorr, 2010.

Thomas Knorr, född 16 maj 1971 i Lübeck, är en tysk tidigare handbollsspelare (vänsternia, senare mittsexa). Han spelade totalt 501 matcher och gjorde 1 521 mål i Bundesliga. Han är far till handbollsspelaren Juri Knorr.

## Klubbar
- VfL Bad Schwartau (–1992)
- THW Kiel (1992–1998)
- SG Flensburg-Handewitt (1998–2001)
- VfL Bad Schwartau (2001–2002)
- HSV Hamburg (2002–2007)
- VfL Bad Schwartau (2007–2011)
- Preetzer TSV (2012–2013)
- SC Magdeburg (2013–2014)